# کریس ایوانز (بازیکن بسکتبال)
کریس ایوانز (انگلیسی: Chris Evans؛ زادهٔ ۲۹ ژانویهٔ ۱۹۹۱) بازیکن بسکتبال اهل ایالات متحده آمریکا است که بزودی به تیم شهرداری نوین گرگان می پیوندد.